# わが青春に悔なし
『わが青春に悔なし』（わがせいしゅんにくいなし）は、1946年に公開された日本のドラマ映画である。監督は黒澤明、主演は原節子。モノクロ、スタンダードサイズ、110分。GHQ占領下に民間情報教育局が民主主義啓蒙を目的に推奨した映画の一つである。京大事件の滝川幸辰とゾルゲ事件の尾崎秀実を題材とし、ファシズムの時代に弾圧された教授と学生たちの師弟関係と、そんな時代に自我に目覚める女性の姿を描く。

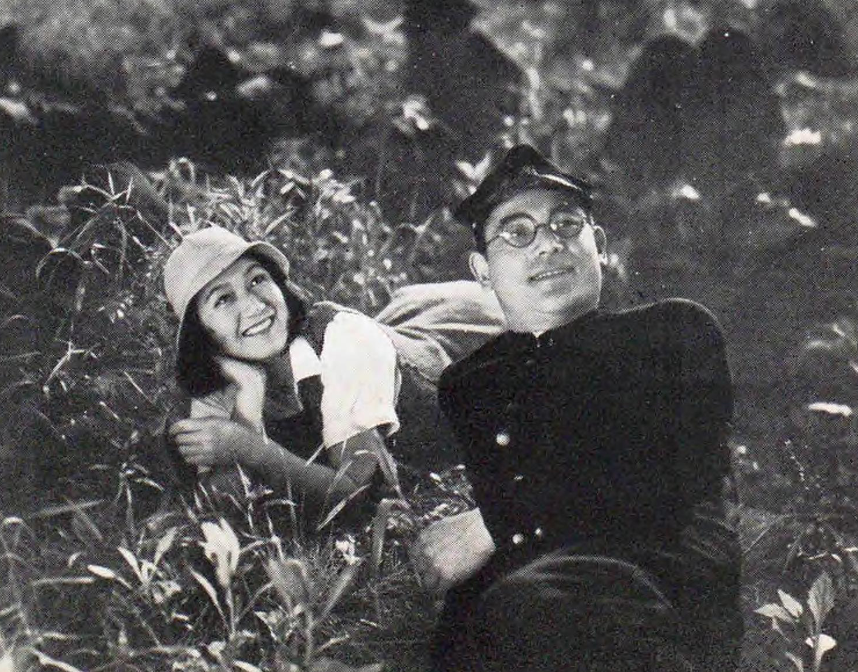

## ストーリー

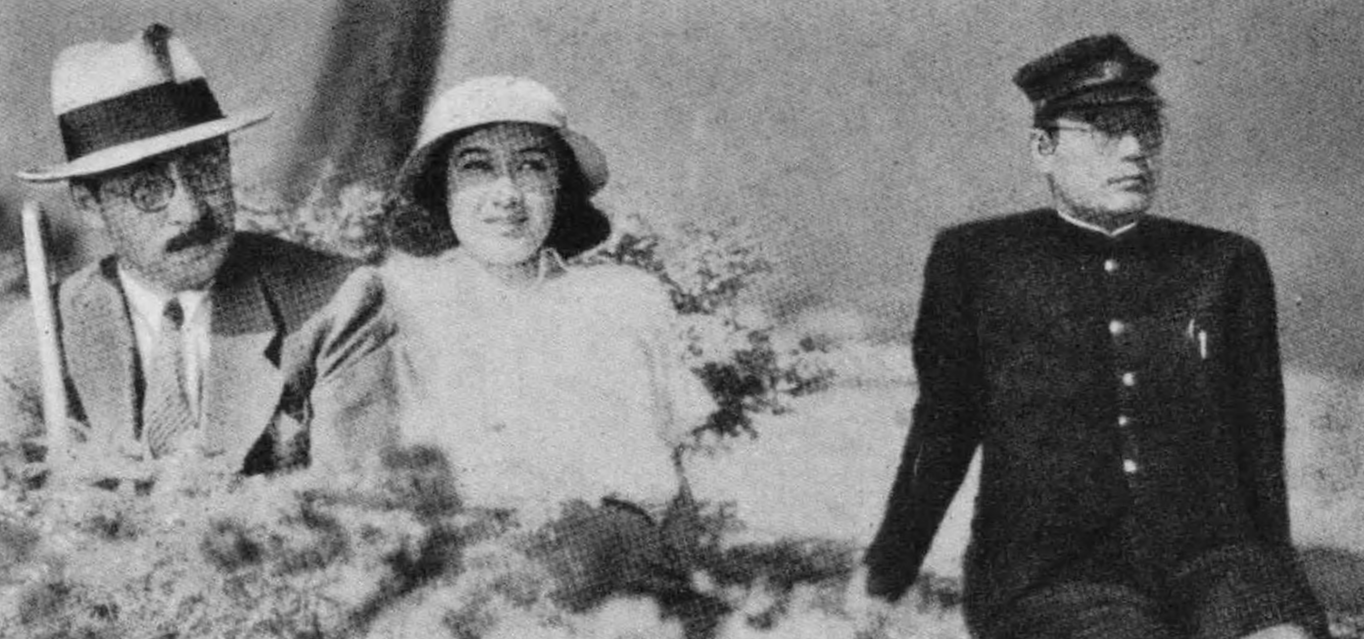
大河内傳次郎、原節子、藤田進

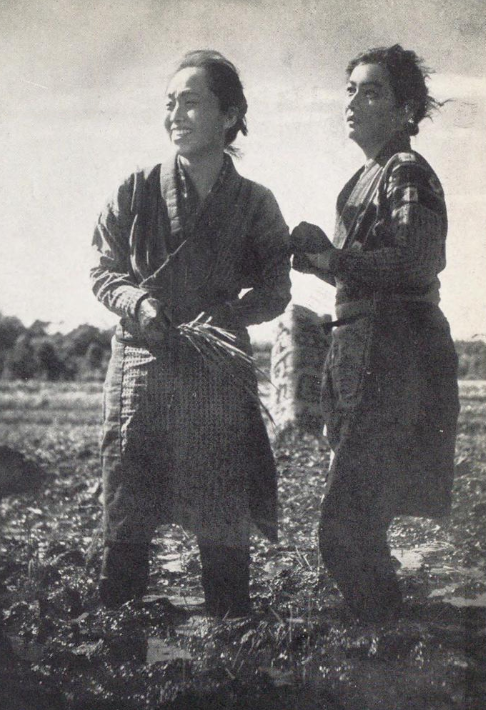
杉村春子、原節子

日本が戦争へと歯車が狂い始めていた1933年（昭和8年）、京大教授の八木原夫妻とその娘・幸枝、父の教え子である糸川と野毛ら7人の前途有望な学生達は、吉田山でピクニックを楽しんでいた。全てに慎重で常識と立場を重んじる糸川と、正しいと信じた事は立場に関係なく主張する野毛の二人は幸枝に好意を持っていた。幸枝も好対照な二人それぞれに惹かれていた。しかし、大学では京大事件が発生し、自由主義者の八木原教授は罷免されてしまう。やがて大学を追われた八木原は弁護士、糸川は検事になり、野毛は左翼運動に身を投じていた。野毛に強く惹かれていた幸枝は上京して自活の道を選び、野毛の後を追った。1941年（昭和16年）、幸枝は野毛と結婚する。だが、野毛は戦争妨害を指揮したとして逮捕され、獄死してしまう。

## キャスト
- 八木原幸枝：原節子
- 野毛隆吉：藤田進
- 八木原教授：大河内傳次郎
- 野毛の母：杉村春子（文学座）
- 八木原夫人：三好栄子
- 糸川：河野秋武
- 野毛の父：高堂国典
- 毒いちご：志村喬
- 文部大臣：深見泰三
- 筥崎教授：清水将夫
- 学生：田中春男
- 刑事：光一、岬洋二
- 糸川の母：原緋紗子
- 検事：武村新
- 小使：河崎堅男
- 老婆：藤間房子
- 令嬢：谷間小百合、河野糸子、中北千枝子
- 学生：千葉一郎、米倉勇、高木昇、佐野宏
- 講堂の学生の一人：荻昌弘（ノンクレジット）[4]

## スタッフ
- 監督：黒澤明
- 脚本：久板栄二郎
- 製作：松崎啓次
- 撮影：中井朝一
- 美術：北川恵司
- 録音：鈴木勇
- 音楽：服部正
- 演出補佐：堀川弘通
- 照明：石井長四郎
- 音響効果：三縄一郎
- 編集：後藤敏男
- 製作責任:竹井諒
- 現像：東宝フィルムラボラトリー

## 製作

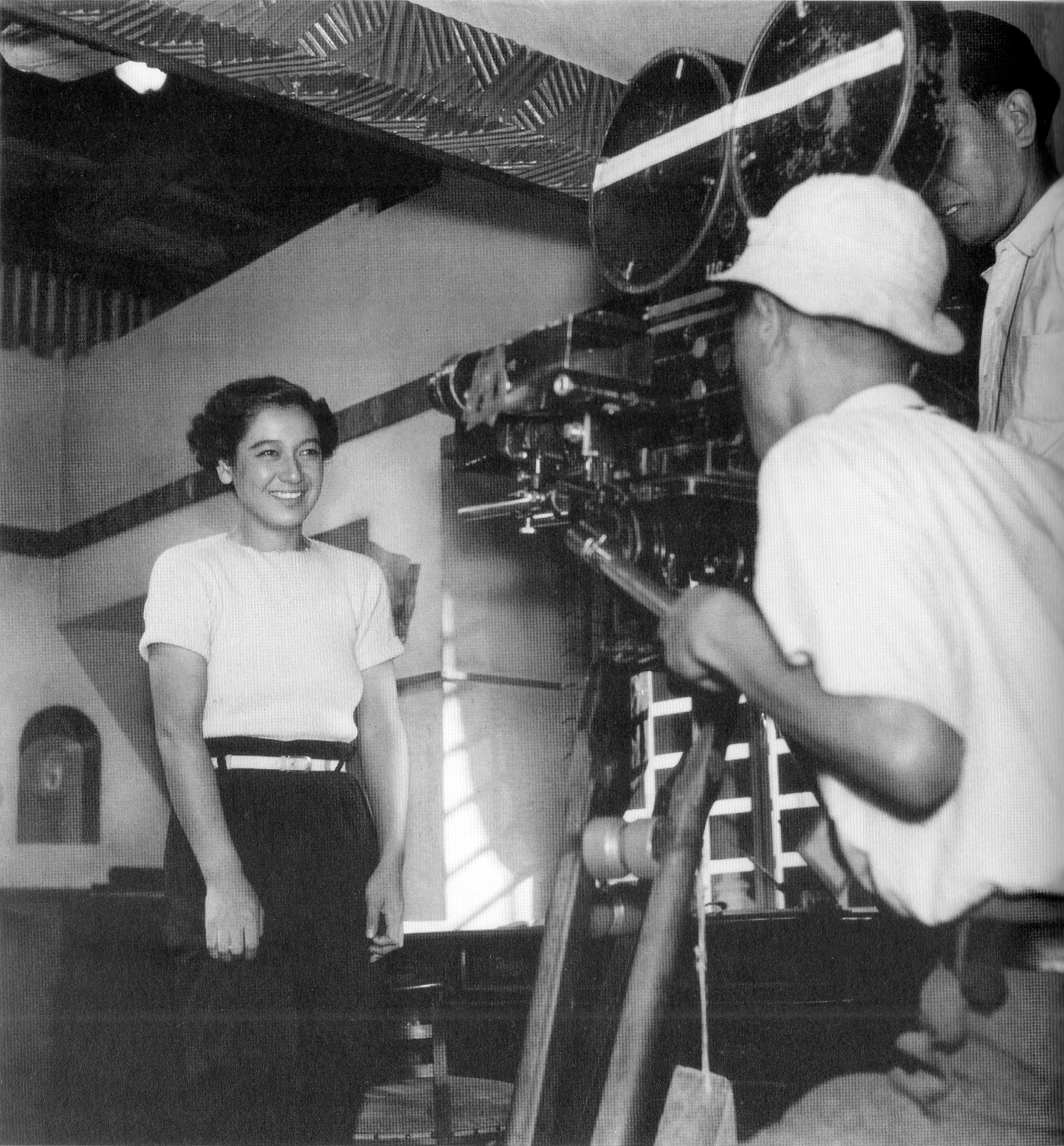
撮影現場。主演の原節子。

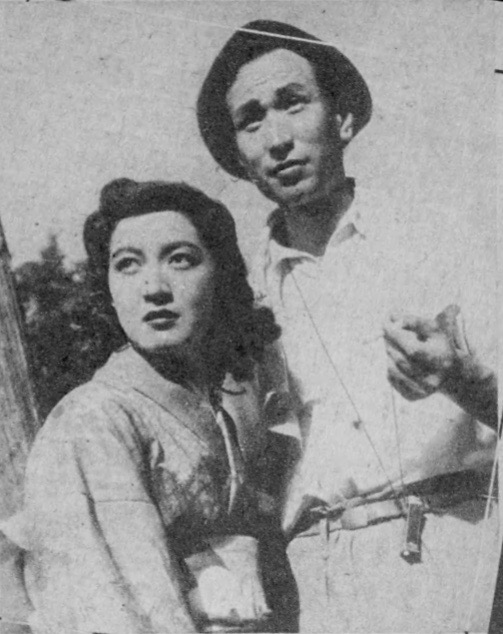
原節子と監督の黒澤明。

本作はプロデューサーの松崎啓次が企画を発案し、久板栄二郎が黒澤明とともに約20日間かけて第1稿を執筆した。1946年4月、東宝撮影所では第1次東宝争議が終結し、それにより東宝従業員組合は企画審議会を設置し、映画製作に強い権限を持つようになった。本作の第1稿も企画審議会に提出されたが、楠田清監督の『命ある限り』と題材が類似しているとして変更を余儀なくされた。黒澤は2つの脚本からはまったく異なる作品が生まれると審議会で述べたが、受け入れられることはなかった。『命ある限り』は組合幹部の山形雄策が脚本を書いていたため、この審議会の結論は初めから決定していた。そのため黒澤は最後の20分間を書き直すことになり、「無理に話を替えたから、少し歪んだものになった」と述べている。このような経緯もあり、黒澤は本作について「題名とは逆に、大いに悔あり」と述べている。
撮影は同年10月の第2次東宝争議開始までに行われた。冒頭の吉田山のシーンは衣笠山や宝ヶ池で撮影した。大学内部は東京大学で撮影し、八木原教授の記念講義のシーンは東大法学部25番教室を使用した。東大での撮影は、監督補佐の堀川弘通が東大出身だった縁をたどって、法学部長の我妻栄に許可を貰って実現させた。この撮影の学生エキストラの中には東大生の荻昌弘もいた。また、学生が警官隊と揉みあうシーンは京都大学の正門前で撮影した。本作ではパンフォーカス撮影を試みようとしたが、大量の照明が必要になるため、敗戦直後の電力不足で諦めた。

## 公開と評価
1946年10月29日に劇場公開されたが、第2次東宝争議のあおりを受けて日活の系列館で上映した。第20回キネマ旬報ベスト・テンでは第2位に選出され、映画雑誌『新映画』の読者賞を受賞した。公開当時の批評では、黒澤の技巧的演出力が認められたが、原節子演じる自我の強い女性のエキセントリックな描写に賛否が分かれた。しかし、敗戦直後で新作映画が少ないこともあり興行的にヒットし、当時は「〇〇に悔なし」という言葉が流行した。

## 備考
- 米国戦略爆撃調査団により京都でのロケーション撮影中の様子がカラーフィルムに収められている。
- 「逍遥の歌」と「戦友」（滝川事件当時に作られた替え歌）が挿入歌に使われている。
- 2012年公開の『踊る大捜査線 THE FINAL 新たなる希望』で、深津絵里演じる恩田すみれが内田有紀演じる篠原夏美に、本作のBlu-ray Disc（東宝販売）を返すシーンがある。